# Вощинин, Владимир Платонович
Владимир Платонович Вощинин (1882 — 1965) — российский и советский географ и экономист, кандидат географических наук, профессор.

## Биография
Родился в семье П. С. Вощинина, в 1905 окончил Юридический факультет Санкт-Петербургского государственного университета. В 1906 младший делопроизводитель в Главном тюремном управлении Российской империи, затем делопроизводитель Переселенческой комиссии Государственной думы, офицер особых поручений при главноуполномоченном Юго-Западной района. В годы Первой мировой войны состоял ревизором работ Переселенческой комиссии. После революции являлся сотрудником Переселенческого управления Народного комиссариата земледелия. С 1928 до 1929 член комиссии по изучению Якутской АССР. 3 августа 1931 был приговорён коллегией ОГПУ к 10 годам заключения «за участие в работе по составлению проекта орошения Голодной степи 1926 года под руководством профессора Г. К. Ризенкампфа». Работал при Техническом бюро № 1 Беломорстроя в Ленинграде. Освобождён в 1933 и продолжил работу в ЛГУ. В 1941 эвакуирован из блокадного Ленинграда.
Член учёного совета Кольской базы АН СССР, директор Мурманского филиала Географо-экономического НИИ, профессор ЛГУ. Автор экономической карты Мурманского края под руководством А. Н. Ферсмана в 1934. Редактор и один из составителей «Атласа Мурманского округа» в 1935. Автор трудов по вопросам колонизации, переселения, руководитель работ по составлению первого тома «Географического словаря Кольского полуострова» в 1939 (университетская премия в 1948). После Великой Отечественной войны занимался вопросами восстановления и развития народного хозяйства. В 1947 присуждена степень кандидата географических наук без защиты диссертации.

## Публикации
- Вощинин В. П. На сибирском просторе: Картины переселения. СПб.: тип. т-ва «Наш век», 1912. 91 с.
- Вощинин В. П. Переселенческий вопрос в Государственной Думе III созыва: Итоги и перспективы. 1912. 148 с.
- Вощинин В. П. Очерки нового Туркестана: Свет и тени рус. колонизации. СПб.: тип. т-ва «Наш век», 1914. 86 с.
- Вощинин В. П. Современные задачи России на севере Персии. Пг.: Екатеринин. тип., 1915. 26 с.
- Вощинин В. П., Чиркин Г. Ф. (под ред.) Переселение и землеустройство в Азиатской России: сборник законов и распоряжений. Пг.: Тип. Петроград. тюрьмы, 1915. 509 с.
- Вощинин В. П. (под ред.) Очередные вопросы колонизации. Вып. 1: Север Европейской России. 55 с.
- Ямзин И. Л., Вощинин В. П. Учение о колонизации и переселениях: учебное пособие для вузов. М.; Л., 1926. 328 с.
- Вощинин В. П. Экономический атлас Мурманского округа Ленинградской области. Л., 1935.
- Вощинин В. П. Географический словарь Кольского полуострова. Л., 1939. Т. I.